# Eberhard Grashoff
Eberhard Grashoff (* 11. Februar 1928 in Berlin; † 20. März 2020 ebenda) war ein deutscher Journalist.

## Leben

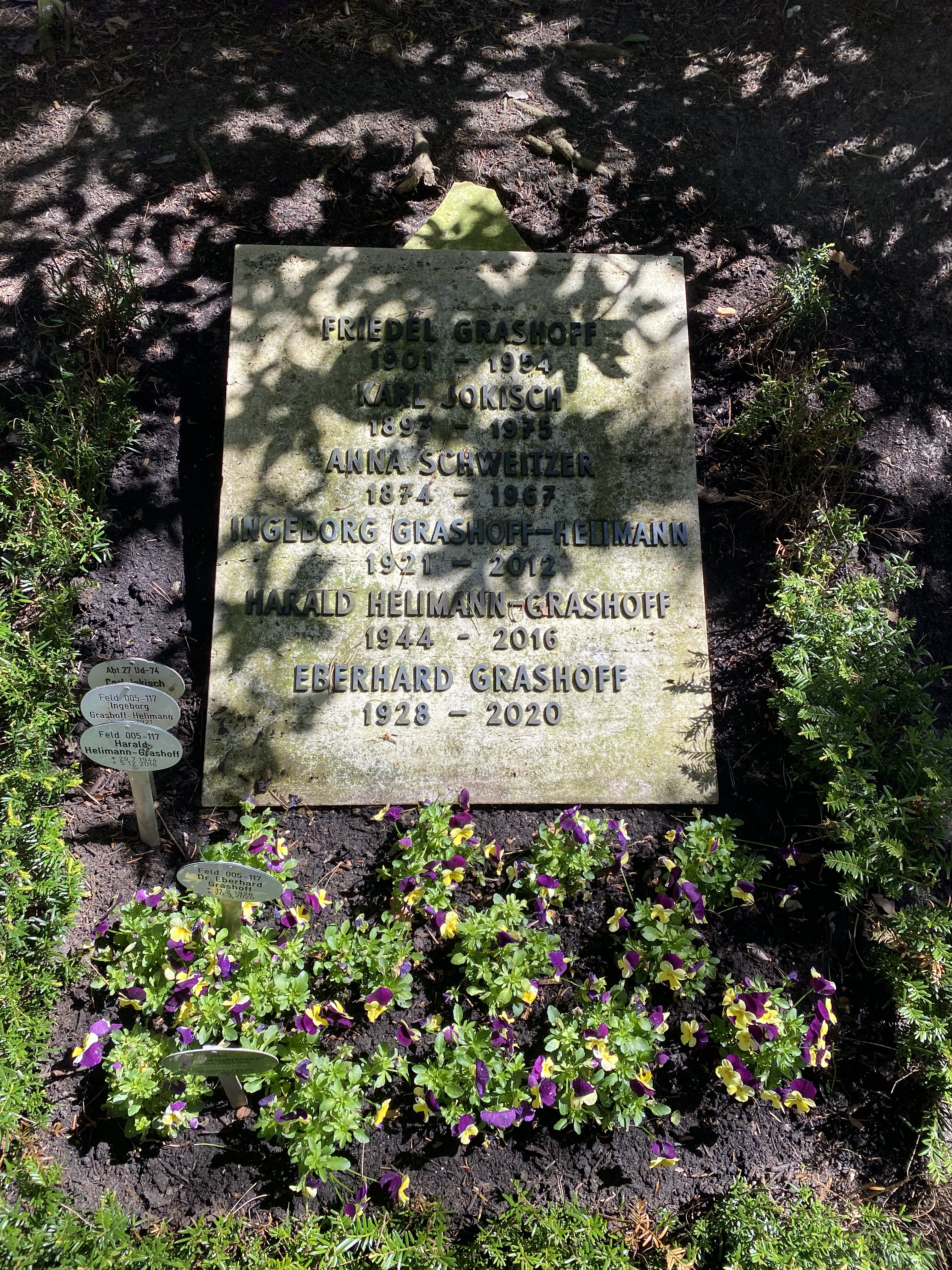
Grabstätte auf dem Waldfriedhof Dahlem

Nach dem Abitur 1947 studierte Grashoff in Berlin an der Humboldt-Universität und an der Freien Universität Geschichte, Germanistik und Publizistik. 1948 wurde er Mitglied der SPD. Von 1947 bis 1952 und von 1991 bis 2000 war er auch aktiv in der demokratischen Jugendarbeit tätig. Er war Mitgründer des „Demokratischen Jugendverbands von Berlin“ (DJV), dessen Vorsitzender er von 1949 bis 1952 war, Mitglied und zeitweise Vorsitzender (1948) des ersten „Landesjugendrings Berlin“. 1951 war er Mitbegründer des „Wannseeheims für Jugendarbeit e.V.“, 1992 Mitbegründer des „Schloss Trebnitz Bildungs- und Begegnungszentrums e.V.“ Nach Studienaufenthalten in Österreich, England und den USA schloss er 1953 sein Studium ab, später promovierte er. Er ging zur SPD-nahen Tageszeitung Telegraf, wurde Redakteur, Chef vom Dienst und war von 1970 bis zur Einstellung des Blattes im Juni 1972 Chefredakteur. Seit 1977 arbeitete er als Pressereferent beim Bevollmächtigten der Bundesregierung in Berlin.
Von 1980 bis 1990 war er Sprecher der Ständigen Vertretung der Bundesrepublik Deutschland bei der DDR. Von 1990 bis 1993 war er Leiter des Presse- und Informationsamts der Landesregierung Brandenburg. 1991 war er Mitinitiator der Aktion Friedenswald, die in Seelow (Deutschland), Górzyca (Polen), Brest (Belarus) und Moskau (Russland) bis 1995 Friedenswälder im Andenken an die Toten des Zweiten Weltkriegs pflanzte.
Seine Grabstätte liegt auf dem Waldfriedhof Dahlem (Feld 005-117).

## Ehrungen
- 1993: Verdienstkreuz am Bande der Bundesrepublik Deutschland

## Schriften
- Eberhard Grashoff, Rolf Muth (Hrsg.): Drinnen vor der Tür, Edition Ost, Berlin 2000. (Über die Arbeit von Korrespondenten in der DDR.)